# Oldřich Svojanovský
Oldřich Svojanovský (* 9. března 1946 Otrokovice) je český veslař, reprezentant Československa, olympionik, který získal stříbrnou a bronzovou medaili z Olympijských her.
V Mnichově 1972 získal stříbro ve veslování, ve dvojce s kormidelníkem společně se svým bratrem Pavlem Svojanovským a kormidelníkem Vladimírem Petříčkem. Na LOH 1968 skončili s bratrem na pátém místě.

## Český olympijský výbor
Oldřich Svojanovský je členem Českého olympijského výboru a předsedou Klubu Olympioniků.